# Kattivākkam
Kattivākkam är en ort i Indien.   Den ligger i distriktet Thiruvallur och delstaten Tamil Nadu, i den södra delen av landet, 1 700 km söder om huvudstaden New Delhi. Kattivākkam ligger 2 meter över havet och antalet invånare är 34 595.
Terrängen runt Kattivākkam är mycket platt. Havet är nära Kattivākkam åt sydost.  Närmaste större samhälle är Madras, 14,9 km söder om Kattivākkam.